# Adam de Vos
Adam de Vos (21 de outubro de 1993, Vitória (Colúmbia Britânica)) é um ciclista profissional canadiano que corre atualmente na equipa Rally Cycling.

## Palmarés
2017
- 1 etapa do Joe Martin Stage Race
- Raiffeisen G. P.

2018
- 1 etapa do Tour de Langkawi[1]
- Delta Road Race

2019
- Campeonato do Canadá em Estrada

## Resultados em Grandes Voltas e Campeonatos do Mundo
Durante a sua carreira desportiva tem conseguido os seguintes postos nas Grandes Voltas e nos Campeonatos do Mundo em estrada:
| Carreira           | 2015 | 2016 | 2017 | 2018 | 2019 |
| ------------------ | ---- | ---- | ---- | ---- | ---- |
| Giro d'Italia      | -    | -    | -    | -    | -    |
| Tour de France     | -    | -    | -    | -    | -    |
| Volta a Espanha    | -    | -    | -    | -    | -    |
| Mundial em Estrada | -    | Ab.  | -    | -    | -    |

-: Não participa

Ab.: Abandono